# Fayetteville Marksmen
Die Fayetteville Marksmen sind eine US-amerikanische Eishockeymannschaft aus Fayetteville, North Carolina. Das Team spielt seit 2004 in der Southern Professional Hockey League.

## Geschichte
Die Mannschaft wurde 2002 unter dem Namen Cape Fear Fire Antz als Franchise der Atlantic Coast Hockey League gegründet. Sie ersetzten in Fayetteville die Fayetteville Force, die von 1997 bis 2001 in der Central Hockey League angetreten waren. In der ACHL belegten sie in ihrer Premierenspielzeit den fünften Platz nach der regulären Saison, wodurch sie die Playoffs verpassten. Als die Liga nach nur einem Jahr wieder aufgelöst worden war, schloss sich das Team der South East Hockey League an. Auch diese Liga war nur ein Jahr lang aktiv, so dass sich die FireAntz 2004 dem Nachfolgewettbewerb Southern Professional Hockey League anschlossen. Die ursprünglich nach dem nahegelegenen Cape Fear River benannte Mannschaft wurde anlässlich ihres erneuten Ligenwechsels in Fayetteville FireAntz umbenannt.
In der SPHL, in der sie seither spielen, erreichten die Fayetteville FireAntz in der Saison 2006/07 ihren größten Erfolg, als sie deren Meisterschaft, den President’s Cup, gewannen. Im Finale hatten sie sich gegen die Jacksonville Barracudas in der Best-of-Five-Serie mit 3:1 Siegen durchgesetzt. Zuletzt stand Fayetteville in der Saison 2008/09 im Playoff-Finale, unterlag dort jedoch den Knoxville Ice Bears.
Im Jahr 2017 wurde der Teamname aufgrund eines Eigentümerwechsels geändert, das Franchise tritt nun als Fayetteville Marksmen in Erscheinung.

## Saisonstatistik
Abkürzungen: GP = Spiele, W = Siege, L = Niederlagen, T = Unentschieden, OTL = Niederlagen nach Overtime SOL = Niederlagen nach Shootout, Pts = Punkte, GF = Erzielte Tore, GA = Gegentore, PIM = Strafminuten
| Saison  | GP | W  | L  | T | OTL | SOL | Pts | GF  | GA  | Platz    | Playoffs                        |
| 2002/03 | 60 | 21 | 37 | — | —   | 2   | 41  | 180 | 243 | 5., ACHL | nicht qualifiziert              |
| 2003/04 | 56 | 25 | 31 | — | —   | —   | 50  | 213 | 221 | 3., SEHL | Niederlage in der ersten Runde  |
| 2004/05 | 56 | 32 | 24 | — | —   | —   | 64  | 226 | 158 | 4., SPHL | Niederlage in der ersten Runde  |
| 2005/06 | 56 | 31 | 19 | — | 3   | 3   | 68  | 224 | 175 | 4., SPHL | Niederlage in der ersten Runde  |
| 2006/07 | 56 | 32 | 18 | — | 4   | 2   | 70  | 246 | 205 | 2., SPHL | President’s Cup                 |
| 2007/08 | 52 | 25 | 19 | — | 4   | 4   | 58  | 186 | 198 | 3., SPHL | Niederlage in der zweiten Runde |
| 2008/09 | 60 | 30 | 25 | — | 2   | 3   | 65  | 212 | 214 | 3., SPHL | Niederlage im Finale            |
| 2009/10 | 56 | 31 | 22 | — | 2   | 1   | 65  | 231 | 213 | 3., SPHL | Niederlage in der ersten Runde  |
| 2010/11 | 56 | 22 | 25 | — | 6   | 3   | 44  | 170 | 184 | 7., SPHL | nicht qualifiziert              |
| 2011/12 | 56 | 19 | 32 | — | 4   | 1   | 43  | 180 | 240 | 9., SPHL | nicht qualifiziert              |
| 2012/13 | 56 | 35 | 18 | — | 3   | 0   | 73  | 195 | 154 | 1., SPHL | Niederlage in der ersten Runde  |
| 2013/14 | 56 | 21 | 30 | — | 3   | 2   | 47  | 144 | 183 | 9., SPHL | nicht qualifiziert              |
| 2014/15 | 56 | 21 | 27 | — | 8   | 0   | 50  | 143 | 193 | 7., SPHL | nicht qualifiziert              |

## Team-Rekorde (SPHL)

### Karriererekorde
Spiele: 275  Bobby Reed
Tore: 198  Rob Sich
Assists: 173  Chris Leveille
Punkte: 362  Rob Sich
Strafminuten: 709  Rob Sich

## Bekannte Spieler
- Rob Sich (führt seit der Aufnahme der FireAntz in die SPHL alle wichtigen Teamrekorde an)